# Kanembou (peuple)
Pour les articles homonymes, voir Kanembou.
Nigeria.

## Ethnonymie
Selon les sources, on observe quelques variantes : Kanemba, Kanambo, Kanembous, Kanembu, Kanembus.

## Langue
Leur langue est le kanembou, une langue saharienne, dont le nombre de locuteurs au Tchad était estimé à 461 000 en 2006. Elle peut être utilisée par d'autres communautés habitant le Kanem, notamment les Boudouma et les Kouri, habitant les îles du lac Tchad, ainsi que par les nomades Kreda et Kécherda, mais seulement comme langue véhiculaire.

## Organisation
Les Kanembous sont divisés en des dizaines de sous-groupes fondés sur le lignage qui inclut les Dalatoa autour de Mao, les Kadidji autour de Bol, les Ngigim vers Dibinentchi, les Ngala vers Nguelea, les Kongou vers Moal, les Kubri vers Liwa, les Tumagri vers Ngigmi (Niger) et les Magimi de part et d'autre de la frontière avec le Nigeria.

## Histoire

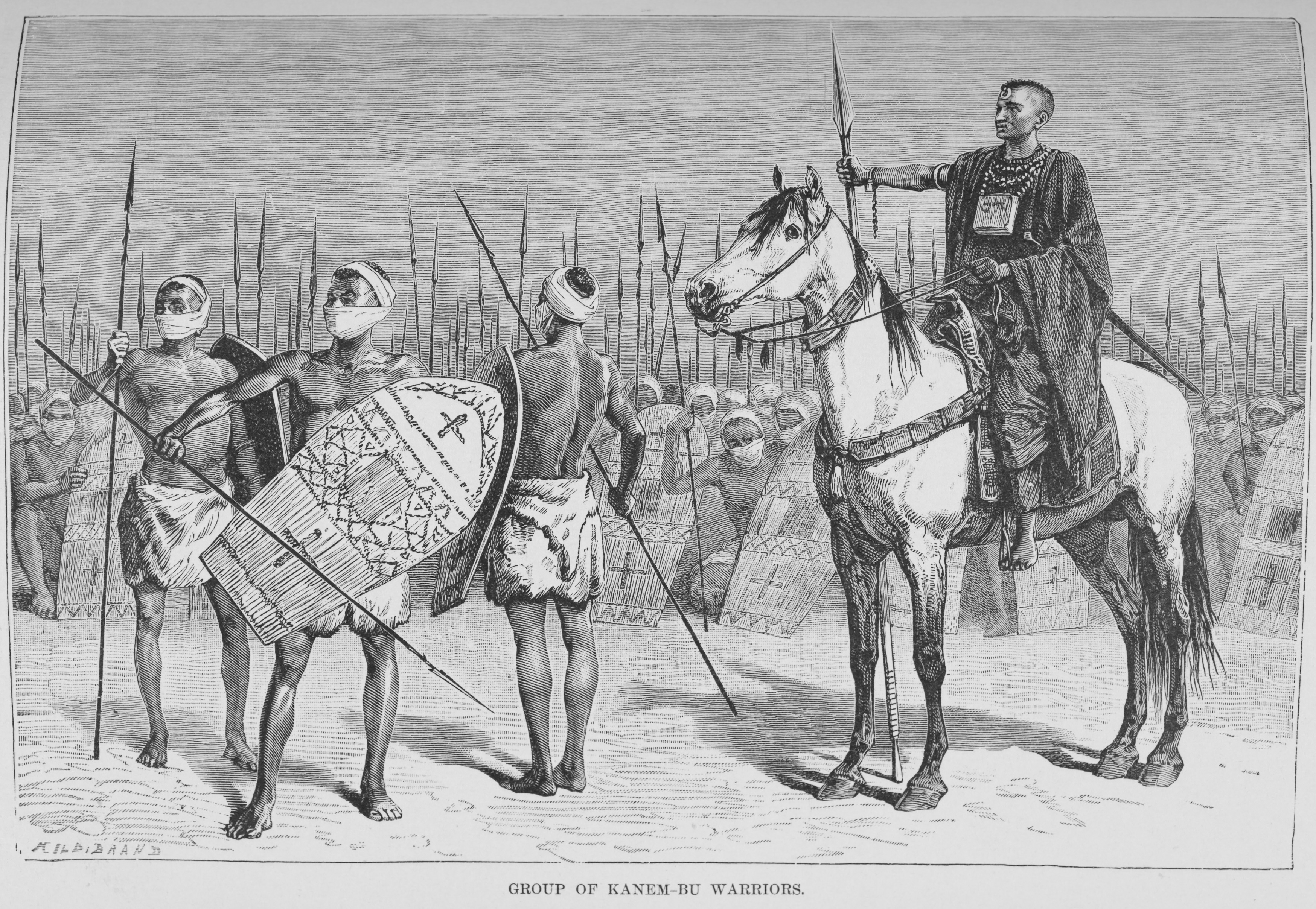
Groupe de guerriers Kanem-Bu (illustration de la Nouvelle géographie universelle d'Élisée Reclus, 1887)

## Personnalités
- Lol Mahamat Choua

### Discographie
- Tchad : arabe Dékakiré, Arabe Salamat, Barma, Kanembou (Charles Duvelle, collecteur), Universal Division Mercury, Antony, 2000, CD (53 min 16 s) + brochure (19 p.)

### Filmographie
- Central Sudan, Kanem (Kanembu). Playing the Guitar "Tjegeni", film en noir et blanc, 16 mm, 6 min, 1964